# Peter Robert Taparelli von Lagnasco
Peter Robert Taparelli Graf von Lagnasco (* 1659; † 2. Mai 1735 in Breslau) war ein königlich-polnischer und kurfürstlich-sächsischer General und Politiker.

## Leben und Werk
Er stammte aus dem Piemont und machte am Hof des prunkliebenden August des Starken rasch Karriere, in dem er durch Geist, Unternehmungslust und Gewandtheit die Gunst des König-Kurfürsts erwarb. Nach der Schlacht bei Riga wurde er 1700 Generalmajor, 1705 Generalleutnant, 1707 Kommandant der neuformierten Chevaliergarde, ab 27. November 1714 General der Kavallerie und 1719 Ritter des weißen Adlerordens mit dem Titel eines geheimen Kabinettsministers. Er war an mehreren Gesandtschaften beteiligt vor allem nach Rom, Den Haag und Wien. Er beteiligte sich am Sturz des Großkanzlers Wolf Dietrich von Beichlingen. 1716 entsagte Graf von Lagnasco der Politik und widmete sich seinem Privatleben und der Vermehrung seiner Schulden.
Aber er wurde weiter mit Gesandtschaften betraut. So überbracht er die Nachricht vom Tod August II. nach Rom. Als er 1735 in Breslau starb, kam er gerade von Wien zurück und sollten anschließend nach Rom weiter.
Er heiratete 1714 N.N. von Noyelle († 1718), die Tochter des holländischen Generals Graf Jacques-Louis von Noyelles († 1708), und am 7. Februar 1721 die Gräfin Maria Josepha Antonia Carolina von Waldstein (* 13. September 1688; † 23. November 1735) Witwe des Grafen Johann Romedius von Thun und Hohenstein (* 1683; † 23. Januar 1719) und Tochter von Karl Ernst von Waldstein.
Seine zwei Ehen blieben kinderlos.